# EP u dvoranskom hokeju 1980.
Europsko prvenstvo u dvoranskom hokeju za muške 1980. se održalo u Švicarska, u Zürichu.

## Sudionici
Sudionici su bili Austrija, Engleska, Nizozemska, SR Njemačka, Škotska, Španjolska i Švicarska.

## Natjecateljski sustav
Igralo se po jednostrukom ligaškom sustavu u jednoj natjecateljskoj skupini.

## Konačna ljestvica
| Mj. | Država      |
| --- | ----------- |
| 1.  | SR Njemačka |
| 2.  | Nizozemska  |
| 3.  | Škotska     |
| 4.  | Engleska    |
| 5.  | Španjolska  |
| 6.  | Austrija    |
| 7.  | Švicarska   |

Naslov europskog prvaka je osvojila SR Njemačka.